# Rot-Weiß Lüdenscheid 1978-1979
Questa voce raccoglie le informazioni riguardanti il Rot Weiss Ludenscheid nelle competizioni ufficiali della stagione 1978-1979.

## Stagione
Nella stagione 1978-1979 il Rot Weiss Ludenscheid, allenato da Herbert Burdenski e Peter Ludwig, concluse il campionato di 2. Bundesliga al 19º posto. In Coppa di Germania il Rot Weiss Ludenscheid fu eliminato al primo turno dal Colonia.

## Rosa
| N. |                     | Ruolo | Calciatore             |
| -- | ------------------- | ----- | ---------------------- |
|    | Germania (bandiera) | P     | Bernd Giese            |
|    | Germania (bandiera) | P     | Ulrich Greifenberg     |
|    | Germania (bandiera) | P     | Manfred Polfuß         |
|    | Germania (bandiera) | D     | Adalbert Grzelak       |
|    | Germania (bandiera) | D     | Hans-Jürgen Offermanns |
|    | Germania (bandiera) | D     | Volker Rieske          |
|    | Germania (bandiera) | D     | Bernd Schäfer          |
|    | Germania (bandiera) | D     | Klaus Seiler           |
|    | Germania (bandiera) | D     | Hans Vogelsang         |
|    | Germania (bandiera) | D     | Karl-Heinz Zerbrock    |

| N. |                     | Ruolo | Calciatore           |
| -- | ------------------- | ----- | -------------------- |
|    | Germania (bandiera) | C     | Heinrich Bachorz     |
|    | Germania (bandiera) | C     | Klaus Bergter        |
|    | Germania (bandiera) | C     | Wilfried Holtkamp    |
|    | Germania (bandiera) | C     | Rainer Joachimsmeier |
|    | Germania (bandiera) | C     | Josef Votava         |
|    | Germania (bandiera) | C     | Hans-Joachim Wrede   |
|    | Germania (bandiera) | C     | Detlef Zedler        |
|    | Germania (bandiera) | A     | Norbert Goscianiak   |
|    | Germania (bandiera) | A     | Manfred Lopatenko    |
|    | Germania (bandiera) | A     | Paul Scheermann      |

## Organigramma societario
Area tecnica
- Allenatore: Peter Ludwig
- Allenatore in seconda:
- Preparatore dei portieri:
- Preparatori atletici:

## Calciomercato

### Sessione estiva
| Acquisti | Acquisti           | Acquisti        | Acquisti |
| R.       | Nome               | da              | Modalità |
| -------- | ------------------ | --------------- | -------- |
| C        | Heinrich Bachorz   | Wattenscheid 09 |          |
| A        | Norbert Goscianiak | Erle            |          |

| Cessioni | Cessioni             | Cessioni             | Cessioni |
| R.       | Nome                 | a                    | Modalità |
| -------- | -------------------- | -------------------- | -------- |
| C        | Hubert Clute-Simon   | Alemannia Aquisgrana |          |
| A        | Elmar Jürgens        | Preußen Münster      |          |
| C        | Helmut Reiners       | Wattenscheid 09      |          |
| C        | Ferdinand Rohde      | La Louvière          |          |
| C        | Klaus-Dieter Schmidt | Eintracht Haiger     |          |

### Sessione invernale
| Acquisti | Acquisti | Acquisti | Acquisti |
| R.       | Nome     | da       | Modalità |
| -------- | -------- | -------- | -------- |

| Cessioni | Cessioni | Cessioni | Cessioni |
| R.       | Nome     | a        | Modalità |
| -------- | -------- | -------- | -------- |

## Risultati

### 2. Bundesliga

#### Girone di andata
| Arbitro: | Wippker |

|                                           |           |           |
| Scheermann 6’ Holtkamp 39’ Offermanns 70’ | Marcatori | 24’ Heise |

| Arbitro: | Eschweiler |

|                                                  |           |                                |
| Bönighausen 25’ Ehmke 59’ Meininger 74’ Mill 82’ | Marcatori | 60’ Clute-Simon 83’ Goscianiak |

| Arbitro: | Filipiak |

|                           |           |  |
| Schulz 28’ Marczewski 57’ | Marcatori |  |

| Arbitro: | Burgers |

|                     |           |                                                |
| Offermanns 22’, 51’ | Marcatori | 49’, 53’, 85’ (rig.) Schatzschneider 62’ Kulik |

| Arbitro: | Kindervater |

|              |           |  |
| Grünther 79’ | Marcatori |  |

| Arbitro: | Richter |

|                |           |                   |
| Offermanns 56’ | Marcatori | 35’ (rig.) Stradt |

| Arbitro: | Eschenbach |

|                   |           |  |
| Mattsson 35’, 89’ | Marcatori |  |

| Arbitro: | Gabriel |

|                                          |           |           |
| Clute-Simon 68’, 84’, 90’ Goscianiak 82’ | Marcatori | 16’ Leder |

| Arbitro: | Uhlig |

|                                                |           |  |
| Jakobs 30’ Drews 47’, 76’ Kunkel 57’, 60’, 81’ | Marcatori |  |

| Arbitro: | Kespohl |

|  |           |                               |
|  | Marcatori | 35’ Bals 69’ Ochmann 76’ Wolf |

| Arbitro: | Burgers |

|                  |           |                          |
| Mödrath 55’, 82’ | Marcatori | 5’ Offermanns 24’ Votava |

| Arbitro: | Horstmann |

|             |           |                                    |
| Bachorz 90’ | Marcatori | 7’ Scheinert 37’ Szech 80’ Brücken |

| Arbitro: | Teichert |

|                         |           |                       |
| Wallek 32’ Bebensee 65’ | Marcatori | 35’ (rig.) Offermanns |

| Arbitro: | Wuttke |

|               |           |                        |
| Lopatenko 77’ | Marcatori | 4’, 45’, 89’ Tönsfeldt |

| Arbitro: | Topolewski |

|            |           |                   |
| Wagner 43’ | Marcatori | 39’ Joachimsmeier |

| Arbitro: | Meijerink |

|                                                 |           |                 |
| Bachorz 20’, 46’ Clute-Simon 22’ Scheermann 81’ | Marcatori | 15’, 26’ Hayduk |

| Arbitro: | Mölm |

|                                     |           |                 |
| Beverungen 10’, 37’ Tune-Hansen 82’ | Marcatori | 63’ Clute-Simon |

| Arbitro: | Ahlenfelder |

|               |           |                   |
| Scheermann 5’ | Marcatori | 32’ (rig.) Langer |

| Arbitro: | Rieb |

|                      |           |                            |
| Kosien 6’ Mauthe 90’ | Marcatori | 56’ Bachorz 79’ Offermanns |

#### Girone di ritorno
| Arbitro: | Prinz |

|                  |           |  |
| Elm 84’ Lenz 87’ | Marcatori |  |

| Arbitro: | Prinz |

|                               |           |  |
| Goscianiak 65’ Scheermann 90’ | Marcatori |  |

| Arbitro: | Retzmann |

|                |           |  |
| Goscianiak 74’ | Marcatori |  |

| Arbitro: | Eggers |

|                                                 |           |               |
| Volkmer 20’ Schatzschneider 39’, 53’ Scholz 42’ | Marcatori | 79’ Vogelsang |

| Arbitro: | Eschweiler |

|                                  |           |          |
| Joachimsmeier 57’ Offermanns 72’ | Marcatori | 54’ Gede |

| Arbitro: | Eschenbach |

|                                               |           |                     |
| Stradt 13’, 33’, 40’ Kehr 14’ Clute-Simon 73’ | Marcatori | 64’, 86’ Offermanns |

| Arbitro: | Assenmacher |

|           |           |                                        |
| Wrede 46’ | Marcatori | 10’ Steffensen 45’ Mostert 84’ Raschid |

| Arbitro: | Glasneck |

|                                    |           |                       |
| Lindner 14’ Fetkenheuer 24’ (rig.) | Marcatori | 90’ (rig.) Offermanns |

| Arbitro: | Rieb |

|                |           |            |
| Offermanns 70’ | Marcatori | 41’ Hammes |

| Arbitro: | Burgers |

|                            |           |  |
| Sinnigen 44’, 47’ Wolf 59’ | Marcatori |  |

| Arbitro: | Weber |

|  |           |                                                     |
|  | Marcatori | 8’ (rig.), 63’ (rig.) Lütkebohmert 65’, 69’ Mödrath |

| Arbitro: | Meijerink |

|                                                                                  |           |                |
| Bruckmann 8’, 28’ (rig.) Brücken 36’, 67’ Hermann 38’ Hörster 71’ Szech 73’, 84’ | Marcatori | 64’ Goscianiak |

| Arbitro: | Malbranc |

|  |           |                                                  |
|  | Marcatori | 56’ Dierßen 59’ Schmotz 71’ Mrosko 84’ Genschick |

| Arbitro: | Roth |

|                                                  |           |  |
| Witt 7’, 37’ (rig.), 83’ Wendlandt 10’ Jordt 87’ | Marcatori |  |

| Arbitro: | Richter |

|                                                |           |                     |
| Grzelak 27’, 64’ Offermanns 56’ Goscianiak 90’ | Marcatori | 30’ Schock 46’ Berg |

| Arbitro: | Topolewski |

|            |           |                                     |
| Redder 67’ | Marcatori | 65’ Lopatenko 70’ (rig.) Scheermann |

| Arbitro: | Zittrich |

|              |           |                                      |
| Lopatenko 5’ | Marcatori | 56’ Hannemann 81’ Frosch 89’ Neumann |

| Arbitro: | Barnick |

|                                                                                  |           |                                 |
| Kreis 3’ Czizewski 4’, 47’, 80’, 86’ Bredenfeld 15’, 76’ Pinkall 20’ Richter 90’ | Marcatori | 50’ Joachimsmeier 68’ Vogelsang |

| Arbitro: | Wahmann |

|                     |           |                                          |
| Goscianiak 37’, 71’ | Marcatori | 41’, 50’, 70’ Peter 65’ Mauthe 83’ Leske |

### Coppa di Germania
| Arbitro: | Messmer |

|            |           |                                         |
| Zedler 26’ | Marcatori | 36’, 41’ Müller 47’ Glowacz 75’ Okudera |

## Statistiche

### Statistiche di squadra
| Competizione      | Punti | In casa | In casa | In casa | In casa | In casa | In casa | In trasferta | In trasferta | In trasferta | In trasferta | In trasferta | In trasferta | Totale | Totale | Totale | Totale | Totale | Totale | DR  |
| Competizione      | Punti | G       | V       | N       | P       | Gf      | Gs      | G            | V            | N            | P            | Gf           | Gs           | G      | V      | N      | P      | Gf     | Gs     | DR  |
| ----------------- | ----- | ------- | ------- | ------- | ------- | ------- | ------- | ------------ | ------------ | ------------ | ------------ | ------------ | ------------ | ------ | ------ | ------ | ------ | ------ | ------ | --- |
| 2. Bundesliga     | 22    | 19      | 7       | 3       | 9       | 31      | 42      | 19           | 1            | 3            | 15           | 18           | 64           | 38     | 8      | 6      | 24     | 49     | 106    | -57 |
| Coppa di Germania | -     | 1       | 0       | 0       | 1       | 1       | 4       | 0            | 0            | 0            | 0            | 0            | 0            | 1      | 0      | 0      | 1      | 1      | 4      | -3  |
| Totale            | 22    | 20      | 7       | 3       | 10      | 32      | 46      | 19           | 1            | 3            | 15           | 18           | 64           | 39     | 8      | 6      | 25     | 50     | 110    | -60 |

### Andamento in campionato
| Giornata  | 1 | 2 | 3  | 4  | 5  | 6  | 7  | 8  | 9  | 10 | 11 | 12 | 13 | 14 | 15 | 16 | 17 | 18 | 19 | 20 | 21 | 22 | 23 | 24 | 25 | 26 | 27 | 28 | 29 | 30 | 31 | 32 | 33 | 34 | 35 | 36 | 37 | 38 |
| --------- | - | - | -- | -- | -- | -- | -- | -- | -- | -- | -- | -- | -- | -- | -- | -- | -- | -- | -- | -- | -- | -- | -- | -- | -- | -- | -- | -- | -- | -- | -- | -- | -- | -- | -- | -- | -- | -- |
| Luogo     | C | T | T  | C  | T  | C  | T  | C  | T  | C  | T  | C  | T  | C  | T  | C  | T  | C  | T  | T  | C  | C  | T  | C  | T  | C  | T  | C  | T  | C  | T  | C  | T  | C  | T  | C  | T  | C  |
| Risultato | V | P | P  | P  | P  | N  | P  | V  | P  | P  | N  | P  | P  | P  | N  | V  | P  | N  | N  | P  | V  | V  | P  | V  | P  | P  | P  | N  | P  | P  | P  | P  | P  | V  | V  | P  | P  | P  |
| Posizione | 4 | 8 | 15 | 17 | 18 | 18 | 20 | 17 | 18 | 19 | 19 | 19 | 20 | 20 | 20 | 20 | 20 | 19 | 19 | 19 | 19 | 19 | 19 | 19 | 19 | 19 | 19 | 19 | 19 | 19 | 19 | 19 | 20 | 19 | 19 | 19 | 19 | 19 |

Legenda:

Luogo: C = Casa; T = Trasferta. Risultato: V = Vittoria; N = Pareggio; P = Sconfitta.

### Statistiche dei giocatori
| Giocatore        | 2. Bundesliga | 2. Bundesliga | 2. Bundesliga | 2. Bundesliga | Coppa di Germania | Coppa di Germania | Coppa di Germania | Coppa di Germania | Totale   | Totale | Totale      | Totale     |
| Giocatore        | Presenze      | Reti          | Ammonizioni   | Espulsioni    | Presenze          | Reti              | Ammonizioni       | Espulsioni        | Presenze | Reti   | Ammonizioni | Espulsioni |
| ---------------- | ------------- | ------------- | ------------- | ------------- | ----------------- | ----------------- | ----------------- | ----------------- | -------- | ------ | ----------- | ---------- |
| H. Bachorz       | 18            | 4             | 0             | 0             | 0                 | 0                 | 0                 | 0                 | 18       | 4      | 0           | 0          |
| K. Bergter       | 21            | 0             | 4             | 0             | 0                 | 0                 | 0                 | 0                 | 21       | 0      | 4           | 0          |
| H. Clute-Simon   | 17            | 6             | 0             | 0             | 1                 | 0                 | 0                 | 0                 | 18       | 6      | 0           | 0          |
| B. Giese         | 26            | 0             | 0             | 0             | 0                 | 0                 | 0                 | 0                 | 26       | 0      | 0           | 0          |
| N. Goscianiak    | 32            | 8             | 1             | 0             | 1                 | 0                 | 0                 | 0                 | 33       | 8      | 1           | 0          |
| U. Greifenberg   | 13            | 0             | 1             | 0             | 1                 | 0                 | 0                 | 0                 | 14       | 0      | 1           | 0          |
| A. Grzelak       | 35            | 2             | 5             | 0             | 1                 | 0                 | 0                 | 0                 | 36       | 2      | 5           | 0          |
| W. Holtkamp      | 33            | 1             | 3             | 0             | 1                 | 0                 | 0                 | 0                 | 34       | 1      | 3           | 0          |
| R. Joachimsmeier | 34            | 3             | 0             | 0             | 1                 | 0                 | 0                 | 0                 | 35       | 3      | 0           | 0          |
| M. Lopatenko     | 21            | 3             | 1             | 0             | 0                 | 0                 | 0                 | 0                 | 21       | 3      | 1           | 0          |
| H. Offermanns    | 38            | 13            | 7             | 1             | 1                 | 0                 | 0                 | 0                 | 39       | 13     | 7           | 1          |
| M. Polfuß        | 0             | 0             | 0             | 0             | 0                 | 0                 | 0                 | 0                 | 0        | 0      | 0           | 0          |
| V. Rieske        | 32            | 0             | 0             | 0             | 1                 | 0                 | 0                 | 0                 | 33       | 0      | 0           | 0          |
| P. Scheermann    | 33            | 5             | 2             | 0             | 0                 | 0                 | 0                 | 0                 | 33       | 5      | 2           | 0          |
| B. Schäfer       | 8             | 0             | 1             | 0             | 1                 | 0                 | 1                 | 0                 | 9        | 0      | 2           | 0          |
| K. Seiler        | 36            | 0             | 6             | 0             | 1                 | 0                 | 0                 | 0                 | 37       | 0      | 6           | 0          |
| H. Vogelsang     | 23            | 2             | 1             | 0             | 0                 | 0                 | 0                 | 0                 | 23       | 2      | 1           | 0          |
| J. Votava        | 9             | 1             | 1             | 0             | 0                 | 0                 | 0                 | 0                 | 9        | 1      | 1           | 0          |
| H. Wrede         | 37            | 1             | 1             | 0             | 1                 | 0                 | 0                 | 0                 | 38       | 1      | 1           | 0          |
| D. Zedler        | 12            | 0             | 1             | 0             | 1                 | 1                 | 0                 | 0                 | 13       | 1      | 1           | 0          |
| K. Zerbrock      | 0             | 0             | 0             | 0             | 0                 | 0                 | 0                 | 0                 | 0        | 0      | 0           | 0          |